# Associazione Calcio Nardò 1967-1968
Questa voce raccoglie le informazioni riguardanti l'Associazione Calcio Nardò nelle competizioni ufficiali della stagione 1967-1968.

## Rosa
| N. |                   | Ruolo | Calciatore           |
| -- | ----------------- | ----- | -------------------- |
|    | Italia (bandiera) | D     | Alessandro Aldinucci |
|    | Italia (bandiera) | C     | Luciano Alpini       |
|    | Italia (bandiera) | C     | Giuseppe Bertoni     |
|    | Italia (bandiera) | C     | Piero Corsi          |
|    | Italia (bandiera) | C     | Mario Dal Molin      |
|    | Italia (bandiera) | C     | Domenico Di Maio     |
|    | Italia (bandiera) | A     | Giuliano Gilioli     |
|    | Italia (bandiera) | A     | Salvatore Gualtieri  |

| N. |                   | Ruolo | Calciatore        |
| -- | ----------------- | ----- | ----------------- |
|    | Italia (bandiera) | C     | Paolo Luise       |
|    | Italia (bandiera) | C     | Giuseppe Malavasi |
|    | Italia (bandiera) | A     | Mario Menotti     |
|    | Italia (bandiera) | P     | Aldo Panico       |
|    | Italia (bandiera) | P     | Piero Pistolesi   |
|    | Italia (bandiera) | A     | Gino Tomizzioli   |
|    | Italia (bandiera) | D     | Nicola Ulivo      |
|    | Italia (bandiera) | C     | Edoardo Zaggia    |